# Pleuroptya tchadalis
Pleuroptya tchadalis là một loài bướm đêm trong họ Crambidae.